# Haldarsvík

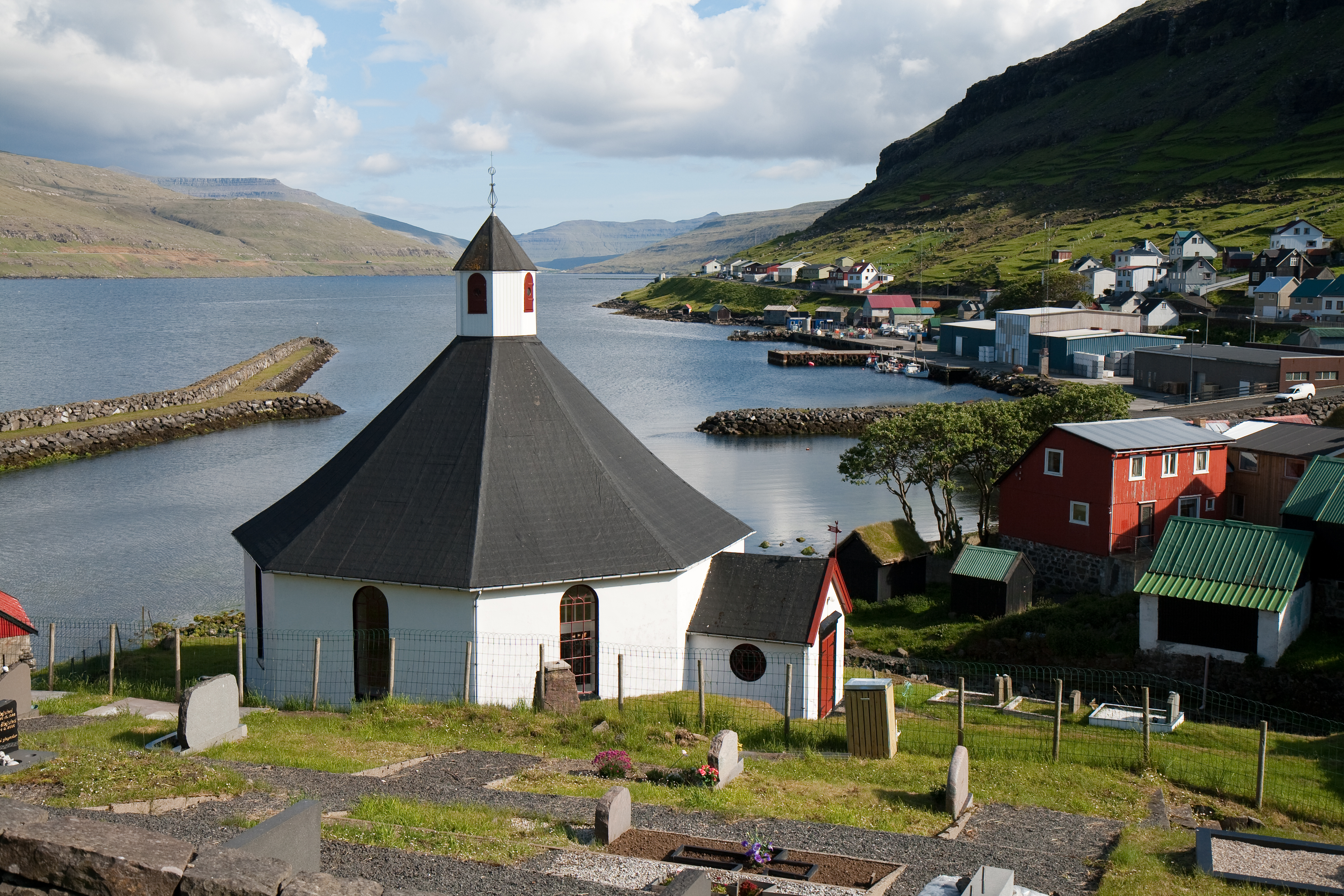
Haldarsvík

Haldarsvík este un oraș din Insulele Faroe.